# 2차 전달자

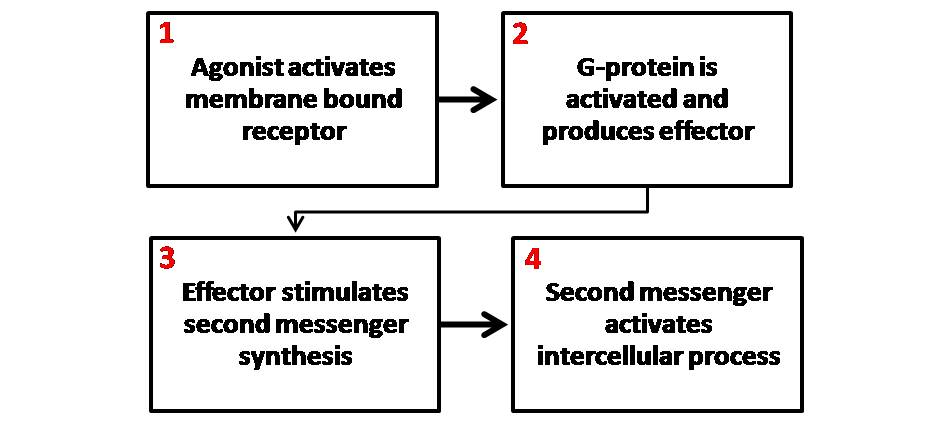
2차 전달자의 일반적인 구조

2차 전달자는 생물의 신호전달 경로에 관여하는 물질들이다. 특히 이들은 세포가 외부의 신호를 수용했을 때 내부로 2차적으로 신호를 전달, 증폭하기 위해 만드는 작은 수용성 물질들을 말한다. 외부 신호가 바로 세포 내에 영향을 끼칠 수 없기 때문에 2차 전달자를 이용하므로, 2차 전달자의 합성을 유도하는 신호는 수용성, 단백질 호르몬인 경우가 많다.

## 2차 전달자의 발견
2차 신호전달자를 포함한 세포 신호전달과정의 초기연구는 얼 서덜랜드(Earl W. Sutherland)에 의해 진행되었으며, 이 업적 덕분에 1971년 노벨상을 수상하였다. 그와 동료들은 에피네프린이 세포를 직접 통과하지도 않고 간세포에 있는 글리코젠가인산분해효소를 활성화하여 글리코젠의 분해를 촉진한다는 사실을 발견하였다. 그는 이 과정에서 2차 신호전달자인 cAMP가 관여한다는 것을 알았는데, 간세포의 세포막 수용체에 에피네프린이 결합하면 세포내의 cAMP농도가 증가하였기 때문이다. 그의 발견은 마틴 로드벨(Martin Rodbell)과 앨프리드 길먼(Alfred G. Gilman)의 후속연구를 통해, 세포 신호전달과정에서 2차 신호전달자와 다른 단백질들의 작용 메커니즘을 밝히며 더욱 구체화되었고 그 연구는 1994년 그들에게 노벨상을 안겨주었다.

## 2차 전달자의 종류
- 고리형 아데노신 일인산(cAMP)
- 고리형 구아노신 일인산(cGMP)
- 칼슘 이온(Ca2+)
- 디아실글리세롤(Diacylglycerol, DAG)
- 이노시톨 3인산(Inositol-1,4,5-triphosphate, IP3)